# Louis Marie Florent du Châtelet
Pour les articles homonymes, voir Châtelet.
Louis Marie Florent de Lomont d'Haraucourt, duc du Châtelet, né à Semur-en-Auxois, le 20 novembre 1727 et guillotiné à Paris le 13 décembre 1793, est un officier et diplomate français.

## Biographie

### Naissance, jeunesse et mariage
Florent Louis Marie de Lomont est le fils de Florent Claude, marquis du Châtelet (1695–1765) et d'Émilie de Breteuil (1706–1749), célèbre femme de lettres et de sciences, amie de Voltaire. En 1740, il prend le titre de marquis du Châtelet. Plus tard, il porte alternativement celui de comte de Lomont ou de comte du Châtelet-Lomont. Enfin, à partir de 1770, il porte le titre de duc du Châtelet.
Le 24 avril 1752, il épouse Diane Adélaïde de Rochechouart, née en 1732, fille de François de Rochechouart et de son épouse Marie-Françoise ( née de Conflans). Le contrat entre les jeunes mariés, issus de deux des plus illustres maisons de France, est signé à Versailles, en présence du roi Louis XV, de la reine, des membres de la famille royale et des parents et amis de la famille.

« Le 27 avril 1752, mariage à Puiseux-le Hauberger, Oise, France, de Louis Marie Florent Du Châtelet Lomont, Menin de Monseigneur le Dauphin, Chambellan du Roi de Pologne Duc de Lorraine et de Bar, Colonel du Régiment de Quercy, domicilié de droit en la paroisse de Lunéville, et de fait en celle de Saint Sulpice, à Paris, fils de Claude Florent, Marquis De Châtelet Lomont, Seigneur de Cirey, et autres lieux, Lieutenant Général des armées du Roi, Grand bailli d'Auxois, De Sarrelouis, et de la Marche en Barrois, Gouverneur de Sémur, Commandeur de l'ordre royal et militaire de Saint Louis, Grand Chambellan du roi de Pologne, domicilié à Lunéville en Lorraine, avec Diane Adélaïde De Rochechouart, domiciliée de droit en la paroisse de Songeons, diocèse de Beauvais, et de fait en la paroisse de Saint Sulpice à Paris, fille de François Charles Comte De Rochechouart, Seigneur de Faudoas, Clermont, Goirans, la Barthe, Baron des états du Languedoc, Lieutenant Général des armées du Roi, et de défunte Marie Françoise de Conflans d'Armantières, Dame de Madame la Dauphine, domicilié paroisse Saint Sulpice à Paris. »

### À la cour de Lorraine
À cette époque, le jeune marquis du Châtelet est colonel du régiment de Quercy et chambellan de l'ancien roi de Pologne Stanislas Leszczyński, beau-père de Louis XV et depuis peu duc de Lorraine et de Bar à titre viager. Aussi demeure-t-il à Lunéville, où le roi polonais tient une cour brillante et où sa mère est morte quelques années plus tôt. Après avoir été colonel, en 1746, du régiment de Quercy il est colonel du régiment de Navarre en 1754. Le 9 août 1754, il devient brigadier du régiment du Roi, dont il est nommé colonel-lieutenant en 1767.
À la mort de son père en 1765, il hérite du château de Cirey.
Gouverneur de Semur-en-Auxois et de Toul, il est bientôt nommé maréchal de camp des armées du roi et fait grand-croix de l'ordre royal et militaire de Saint-Louis.

## Ambassadeur à Vienne
En 1761, il est nommé ministre plénipotentiaire à la cour de Vienne. Cette même année, il est envoyé par Louis XV comme ambassadeur près de l'empereur romain germanique François Ier, ancien duc de Lorraine et de Bar en remplacement du duc de Praslin, nommé ministre.
Après la mort de Stanislas Leszczyński en 1766 et le rattachement des duchés à la France, Florent-Marie qui n'avait plus aucune attache à Lunéville, fait transporter à Cirey tout ce qui lui appartient dans cette ville. En 1768, il fut nommé  ambassadeur de France en Angleterre et en 1770 « duc à brevet » (c’est-à-dire à titre personnel et non héréditaire).

## La Révolution
En 1787, quand Louis XVI convoque les assemblées provinciales pour remédier aux embarras du trésor et réformer durablement les impôts et l'économie française, le duc du Châtelet est appelé à présider l'assemblée provinciale de l'Île-de-France, nomination signée par Louis XVI, où celui-ci lui donne la qualification honorifique de « cousin ». L'installation de l'assemblée, composée de membres des trois ordres, a lieu à Melun le 11 juillet. Le duc du Châtelet en prononce le discours d'ouverture.
En 1789, à la convocation des États généraux, l'effervescence, qui se répand jusqu'en province, touche aussi les « Gardes françaises » dont le duc du Châtelet est colonel. Dans la crainte de les voir adopter des principes contraires à l'esprit de discipline, on leur interdit l'entrée des assemblées du district où s'expriment les agitateurs. Au début du mois de juillet 1789, quelques réfractaires, ayant enfreint l'ordre de se retirer dans leur caserne, sont conduits à la prison militaire de l'Abbaye, d'où le peuple parisien, prenant leur défense, les en avait arrachés.
Le duc du Châtelet, connu pour sa sévérité, est nommé à la tête du régiment des Gardes françaises à la mort du duc de Biron en 1788, régiment qui est alors profondément bouleversé par les projets de son colonel
Le 12 juillet, le duc du Châtelet, impopulaire, est reconnu et poursuivi par la foule. Il se réfugie dans le dépôt de ses soldats, rue de la Chaussée d'Antin, où un soldat de la compagnie de Gaillac, Joseph Barbet, prend hardiment sa défense, le couvrant de son corps. Il réussit à entraîner ses camarades qui sauvèrent leur colonel et le mirent à l'abri dans l'hôtel de Richelieu, qui était leur quartier général.
Représentant de la noblesse aux États généraux, le duc du Châtelet est membre du comité diplomatique, où il soutient la délégation exclusive au roi du droit de guerre et de paix. Mis en accusation après le 10 août 1792, le duc du Châtelet émigre puis rentre après quelques semaines pour protéger ses biens ; il parvient, en corrompant des personnes haut placées dans la délivrance des documents d'identité et de résidence, à effacer les traces de son émigration, puis à être réhabilité. Après l'exécution de Louis XVI, du Châtelet est le chef d'un réseau de corruption contre-révolutionnaire. Arrêté, le duc du Châtelet est guillotiné le 13 décembre 1793, place de la Révolution, âgé de soixante-six ans.

## Possessions
Louis Marie Florent, duc du Châtelet, possédait la baronnie de Cirey qui comprenait, les seigneuries de Cirey, Bouzancourt, Marbéville, une partie de celle Brachay, un tiers de celle d'Arnancourt, les droits de la Soignée de Morancourt, la mouvance Blumeray, les fiefs de Charmememont et de Boulevaux, les fiefs du pré Paulie à Cirey, et de Stainville à Fays, puis les seigneuries de Saint-Amand, Saint-Eulien, Haussignémont, Changy, Mertaut et Outrepont, la châtellenie de Pierrefite en partie, comprenant les seigneuries de Naive, Loisey, Culey, Rozières, Rupt, Erize-la-Brulée, Erize-les-Saint-Dizier et Rumont; les seigneuries de Lomont, Montboillon, Torpes, Amances, Senoncourt et Vy-les-Lures, le château de Semur, les terres d'Origny, Ville-Thierry et Varenne.

## Descendance

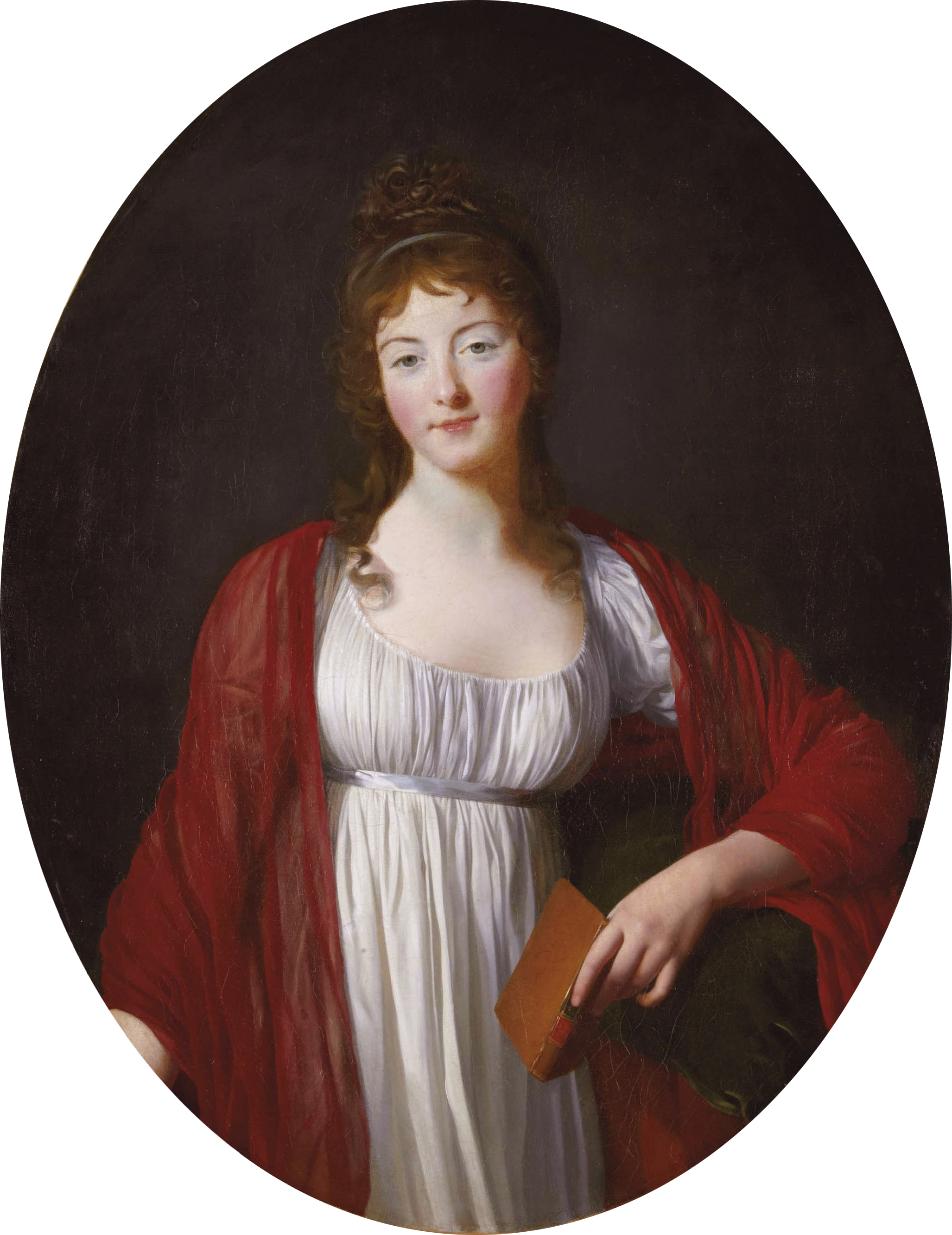
Diane Adélaïde de Simiane (vers 1800)

Louis du Châtelet et son épouse Diane de Rochechouart adoptèrent la nièce de cette dernière, Diane-Adélaïde de Damas, fille de Jacques-François de Damas et de Zéphirine-Félicité de Rochechouart, sœur de la duchesse du Châtelet, et future duchesse de Simiane. Elle héritera ainsi de la fortune du couple. Néanmoins, une légende circula sur un fils qu'ils auraient nommé Paul du Châtelet. Au moment de la Révolution, le duc et la duchesse du Châtelet, craignant pour la vie de leur fils auraient pris la résolution de s'en séparer. C'est la duchesse qui aurait alors donné son enfant à l'une de ses suivantes avec une bourse d'or pour que celle-ci accepte de le sauver. Le jeune enfant devint ensuite Paul Châtelet afin de ne pas compromettre sa vie. Lors de son arrestation en septembre 1793, Diane du Châtelet a été interrogée, accusée d'avoir émigré et de cacher un soi-disant fils, ce qui donnera naissance à ce mythe. Néanmoins, cette histoire n'est pas vraisemblable, Diane étant née en 1732 et donc, à plus de 60 ans, ne pouvait avoir d'enfant en bas âge à ce moment-là.

### Sources et bibliographie
- Hubert Saget, Cirey après Voltaire : Florent-Louis-Marie du Châtelet ;
- François-Alexandre de La Chenaye-Aubert, Badier, Dictionnaire de la noblesse, contenant les généalogies, l'histoire & la chronologie des familles nobles de France, l'explication de leur armes, & l'état des grandes terres du royaume, La veuve Duchesne, Paris, 1772, [lire en ligne], p. 319 ;
- Histoire généalogique de la maison du Châtelet de Dom Calmet, Nancy, 1741 ;
- Abbé Piot, « Cirey-le-Château - La Marquise du Châtelet (sa liaison avec Voltaire) », dans Mémoires de la Société des lettres, des sciences, des arts, de l'agriculture et de l'industrie de Saint-Dizier, tome 7, 1892-1894, [lire en ligne], p. 164
- Archives du Tribunal du 17 août 1792, Archives nationales W248, dossier 6 (Cabanis, Boulland) et W248, dossier 7 (Lacroix)→ des pièces sur la famille Châtelet-Simiane (états de dépenses, faux certificats de présence ou d'émigration, etc.)
- « Louis Marie Florent du Châtelet », dans Adolphe Robert et Gaston Cougny, Dictionnaire des parlementaires français, Edgar Bourloton, 1889-1891 [détail de l’édition]